# 이넝징
이넝징(중국어: 伊能靜, 병음: Yī Néngjìng, 한자음: 이능정, 일본어: 伊能 静 이노 시즈카[*], 영어: Annie Yi 애니 이[*], 1969년 3월 4일 ~ )은 타이완의 배우 및 가수이다. 타이베이시에서 태어났으며, 어머니가 일본인 남자와 재혼하자 일본으로 건너가 이노 시즈카(伊能 静)라는 이름으로 활동하다가, 다시 타이완으로 돌아와 일본 이름을 그대로 타이완식으로 읽은 이넝징(伊能靜)으로 고치고 가수와 배우로 활동 중이다.

## 배우 활동

### 영화
- 남국재견 - 프레첼
- 조조: 황제의 반란 - 복왕후